# Natália Puklušová
Natália Puklušová (* 1984, Spišská Nová Ves) je slovenská televizní herečka.
Vystudovala herectví na VŠMU v Bratislavě. V roce 2012 se zúčastnila soutěže Hlas Česko Slovenska, avšak nepostoupila. Do povědomí slovenských diváků sa dostala pomocí seriálů Búrlivé víno a Oteckovia.

## Filmografie

### TV seriály
- 2010: Kriminálka Staré Mesto
- 2012: Búrlivé víno
- 2012: Rodinné prípady
- 2016: Atletiko Cvernofka
- 2016: Dovidenia, stará mama
- 2016: Skutočné príbehy
- 2018: Detektív Dušo
- 2018/2020: Oteckovia
- 2020: Prázdniny

### Divadelní záznamy
- 2016: Dáma bez kamélie
- 2016: Frida - Maľovať a milovať
- 2017: Bratia Karamazovovci

### Host v TV relacích
- 2013: Milujem Slovensko
- 2014: Neskoro večer
- 2016: Dobre vedieť!
- 2017: Záhady tela
- 2020: Superhrdinovia